# DreamParty
DreamParty（ドリームパーティー）とは、主に美少女ゲームを取り扱うキャラクターコンテンツ関連の総合展示会。2003年より年2回（春・秋）東京で開催されていたが、「character1」が開催された影響で出展者がそちらに流れたことによって、今後の開催が不可能と判断されたため、2013年秋の開催をもって開催終了となった。なお、大阪でも初開催から9年間行われていたが、こちらも2012年秋の開催をもって開催終了となった。

## 概要

### 会場
- 東京 東京国際展示場 基本的に西3･4ホール（4F）及び屋上展示場（2009秋のみ東5･6ホール）で開催

### 開催期
- 春期
  - 5月ゴールデンウィーク頃
- 秋期
  - 10月第2日曜日頃

### 主催者
- DreamParty事務局（有限会社シューティングスター[1]）

### 構成
- 企業展示
  - 2012年春の開催までは全年齢ゾーン・18禁ゾーンに分けられていたが、2012年秋よりゾーニングを撤廃。
- コスプレ博
- ステージイベント
- 痛車展示（2008東京秋より）
- Girl's PCソフト総合展示会（Boy's Party。2007年春まで）

## 入場方法
いずれのエリアも有料となっており、入場の際に入場証パンフレットの提示が必要。基本は当日朝からは場外、開会後は場内にそれぞれ設置されたパンフレット販売所にて、現金もしくは前売券で購入・引き換えを行う。コスプレをする参加者は、別途コスプレ参加証を購入する必要がある。
開催時に徹夜組が多く、それに対する様々な対策経費がかなり掛かるため、2007東京秋より導入された一般待機列より優先的に入場できる権利を持ち入場順が前になるほど値段が高くなる「アーリーチケット」が発売されている。

## コスプレ博
展示会と同時にコスプレイベントが開催されており、東京会場は開催地から「ビッグコスプレ博」の名が付いている。コスプレスペースは企業出展エリアとは離れた位置にあるが、コスプレイヤー・撮影者共にパンフレットの購入を済ませていれば、企業出展エリアにはほぼ自由に出入場が可能。コスプレコンテストや出展企業より提供された商品などが出品される、チャリティーオークションが行われる。
2014年以降については「character1」に移管して開催を継続している。

## ステージイベント
イベントステージが一般エリア側に設けられており、アニメ・ゲーム等出展企業の新作タイトルの主題歌発表を中心に行われている。
「2008大阪春」でメモリアルライブ中に一部観客によるトラブルが発生したことを受け、同年東京秋よりメインステージで行われる全てのステージイベントでの過度な行動及び激しい動き「いわゆるオタ芸」を全面禁止としたが、後にイベント別にオタ芸の可・不可を設定する形に変更された。

## 協賛企業
イベント運営に協力するスポンサー企業、広域サイト表記順
- ケロQ
- ジェリーフィッシュ
- シューティングスター[1]（ドリパオフィシャルグッズ及びSIESTA等PCゲームブランドの販売・広報）
- Purple software
- 枕
- Lump of Sugar
- アリスソフト

## DreamPartyのその後
イベントの中止を決定した後、抱き枕カバーの予約販売に業態を変更すると公表があり、実際に抱き枕カバーの予約販売が行われていたものの、最終的には予約を取った抱き枕カバーを発送することなく公式サイトを閉鎖している。